# 金山町 (所沢市)
金山町（かなやまちょう）は、埼玉県所沢市の町名。郵便番号は359-1128。

## 地理
所沢市中央部、所沢地区に属する。
（西武池袋線･新宿線）所沢駅と（西武池袋線･狭山線）西所沢駅の直線上にあたる西所沢寄りの市街地に位置し、周囲の元町、星の宮、宮本町、西所沢と隣接する。
町の面積は約0.1km2 。町内は概ね住宅街で、通り沿いに商店等が建ち並ぶ。
地内西端の金山町交差点（金山五差路）は埼玉県道・東京都道17号所沢府中線の起点、埼玉県道4号東京所沢線・埼玉県道55号所沢武蔵村山立川線・東京都道・埼玉県道16号立川所沢線・所沢銀座通り（埼玉県道・東京都道179号所沢青梅線）の終点、埼玉県道・東京都道179号所沢青梅線・国道463号（行政道路）が通過する交差点であり、慢性的に渋滞するため埼玉県警察発表の渋滞情報に「金山町」の名称が頻出する。

### 河川
- 東川 - 北側の町境を西から東に流れている。 橋梁：弘法橋 ほか

## 歴史
金山町交差点付近は江戸時代から江戸四谷への道が整備され、東（江戸街道）・西（秩父道）・南（府中・八王子方面）・北（川越方面）へ延びる主要道路の中継地として繁栄した。この中継地は現在も金山五差路として残っている。
明治･大正期には特に織物買継商の取引の場として栄えた。

### 沿革
- 1881年（明治14年）10月 - 金山地区が久米村から所沢村に編入し、所沢村が所沢町となる。
- 1889年（明治22年）4月1日 - 町村制施行に伴い、入間郡所沢町金山となる。
- 1943年（昭和18年）4月1日 - 所沢町が荒幡村・小手指村・富岡村・山口村・松井村と合併し、所沢町大字所沢金山となる。
- 1968年（昭和41年）4月1日 - 住居表示実施により、金山地区の大字久米および上新井の各一部が金山町となる[5]。

### 地名の由来
- 地内に鎮座する金山神社（旧称:金山権現）に由来する[9]。

## 世帯数と人口
2017年（平成29年）9月30日現在の世帯数と人口は以下の通りである。
| 町丁   | 世帯数  | 人口    |
| ------ | ------- | ------- |
| 金山町 | 829世帯 | 1,986人 |

## 交通

### 道路
- 国道463号
- 埼玉県道4号東京所沢線
- 東京都道・埼玉県道16号立川所沢線
- 埼玉県道・東京都道17号所沢府中線
- 埼玉県道55号所沢武蔵村山立川線
- 埼玉県道・東京都道179号所沢青梅線 - 所沢銀座通り

交差点
- 金山町（五叉路）

### バス
- 市内循環ところバス（吾妻循環・山口循環）
  - 金山町2丁目
  - 金山町5丁目

### 鉄道
地内に鉄道は通っていないが、最寄駅は（西武池袋線･狭山線）西所沢駅、及び（西武池袋線･新宿線）所沢駅が利用できる。

## 施設
公共
- 金山町公民館

医療
- 瀬戸病院

史跡
- 金山神社

祭神は藤原鎌足、および鍛冶･金工の神とされる金山昆古神（カナヤマヒコノカミ）で、奈良多武峯の談山神社より勧請し、「金山権現」として弘治3年（1557年）10月16日創祀。明治の神仏分離令により金山神社と改称した。
- 弘法の三ツ井戸[11]

金山町交差点、弘法橋のたもとの道路の西側（西所沢地内）に位置する。

## 小・中学校の学区
市立小・中学校に通う場合の学区（校区）は以下の通り。
| 町丁   | 番・番地 | 小学校                     | 中学校                         |
| ------ | -------- | -------------------------- | ------------------------------ |
| 金山町 | 全域     | 所沢市立所沢小学校（元町） | 所沢市立所沢中学校（けやき台） |